# Bruno Hillmann

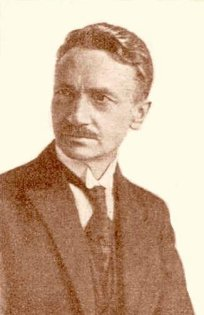
Bruno Hillmann (1869–1928)

Bruno Hillmann (* 24. März 1869 in Kamenz; † 26. April 1928 in Zürich) war ein deutscher Uhrmacher und Fachautor.
Nach einer Uhrmacherlehre in Großenhain in Sachsen und weiterer Ausbildung in verschiedenen europäischen Ländern betrieb er von 1901 bis 1910 ein Uhrmachergeschäft in Leipzig. Zeitgleich war er Redakteur der Deutschen Uhrmacherzeitung. Ab 1922 unterrichtete er an der Feintechnikerschule Schwenningen, übersiedelte schließlich nach Zürich, wo er eine Werkstatt betrieb und zahlreiche Fachpublikationen veröffentlichte. Sein Werk von 1925 über die Armbanduhr gilt als das erste Fachbuch über die zur damaligen Zeit noch neue Uhrengattung.

## Veröffentlichungen
- Die Reparatur komplizierter Taschenuhren, Verlag Carl Marfels A.-G, Berlin 1911; 2., durchgesehene, verbesserte und erweiterte Auflage, Verlag der Deutschen Uhrmacher-Zeitung, Berlin 1924.
- Die Armbanduhr: ihr Wesen und ihre Behandlung bei der Reparatur, Verlag der Deutschen Uhrmacher-Zeitung, Berlin 1925.
- Der Zylindergang: Konstruktion und Reparatur der Zylinderuhren, Verlag der Uhrmacher-Woche W. Diebner, Leipzig 1927.
- Die Damenarmbanduhr als Zeitmesser. In: Deutsche Uhrmacher-Zeitung. 1927, S. 176 f.